# Ewgeni Ermenkow
Ewgeni Petkow Ermenkow, bułg. Евгени Петков Ерменков (ur. 29 września 1949 w Sofii) – bułgarski szachista, w latach 2003–2010 reprezentant Palestyny, arcymistrz od 1977 roku.

## Kariera szachowa
W latach 70. i 80. należał do grona najlepszych bułgarskich szachistów. Pięciokrotnie (1973, 1975, 1976, 1979, 1986) zdobył tytuł indywidualnego mistrza swojego kraju. Pomiędzy 1978 a 1992 rokiem pięciokrotnie wystąpił na szachowych olimpiadach, w roku 1990 zdobywając brązowy medal za indywidualny wynik na III szachownicy. Oprócz tego cztery razy (w latach 1977–1989) reprezentował Bułgarię w drużynowych mistrzostwach Europy. W 1985 jedyny raz ze swojej karierze wystąpił w turnieju międzystrefowym (eliminacji mistrzostw świata), zajmując w Tunisie XV lokatę.
Wielokrotnie brał udział w turniejach międzynarodowych, sukcesy odnosząc m.in. w Nowym Sadzie (1976, dz. II m.), Perniku (1976, dz. III m.), Vrnjackiej Banji (1977, dz. II m. i 1979, II m.), Pamporowie (1977, II m.), Albenie (1977, dz. I m. i 1979, I m.), Alicante (1978, dz. II m.), Płowdiw (1978, dz. I m.), Starej Zagorze (1979, dz. II m.), Smederevskiej Palance (1981, dz. II m.), Pamporowie (1982, dz. II m.), Warnie (1986, dz. I m.), Dieren (1990, dz. I m.), Suboticy (2002, III m.), Stambule (2002, mistrzostwa krajów bałkańskich, II m. za Hristosem Banikasem), Bejrucie (2004, I m.), Boca Chica (2004, dz. I m.), Imperii (2005, dz. I m.) oraz w Calvii (2006, II m.).
W latach 2004–2008 trzykrotnie na olimpiadach wystąpił w barwach Palestyny, w dwukrotnie zdobywając medale za indywidualne wyniki na I szachownicy: złoty (2004, za wynik 10½ z 12 partii) oraz srebrny (2006, 8½ z 10 partii). Tak dobre rezultaty spowodowane były tym, iż nie licząca się w rozgrywkach olimpijskich drużyna Palestyny (w roku 2004 - 101, a w 2006 - 124. miejsce) spotykała się z zespołami, które w swoich składach nie posiadały szachistów klasy arcymistrzowskiej, co umożliwiło Ermenkowowi uzyskanie medalowych osiągnięć.
Najwyższy ranking w karierze osiągnął 1 stycznia 1978, z wynikiem 2520 punktów dzielił wówczas 69-77. miejsce na światowej liście FIDE, jednocześnie zajmując 1. miejsce wśród bułgarskich szachistów.